# وحيدة الخلية الضئيلة الليموجينية
وحيدة الخلية الضئيلة الليموجينية (الاسم العلمي: Paucimonas lemoignei) هي نوع من البكتيريا، سلبية الغرام، تتبع جنس الوحيدات الخلية الضئيلة ‏.